# Berta Švabska
Berta Švabska (francosko Berthe, nemško Berta) iz alemanske dinastije Hunfridingov je bila po poroki z Rudolfom II. Burgundskim  od leta 922 do 937 kraljica Burgundije in od  leta 922 do 926 kraljica Italije, * ok. 907, † po 2. januarju 966. 
Po svoji drugi poroki s kraljem Hugom Italijanskim je bila od leta 937 do njegove smrti leta 948 ponovno kraljica Italije. 

## življenje
Berta je bila hči švabskega vojvode Burharda II. in njegove žene Regelinde. Leta 922 se je poročila z burgundskim kraljem Rudolfom II. Ker so welfski vladarji Zgornje Burgundije  večkrat napadli sosednjo švabsko regijo Thurgau,  je bila poroka mišljena kot gesta sprave. Berta je s svojim možem Rudolfom zgradila cerkev v Amsoldingenu (zdaj Švica).
Rudolf je leta 937 umrl, nakar se je Bertha 12. decembra 937 v današnjem Colombieru  poročila z italijanskim kraljem Hugom. Zakon ni bil srečen. Ko je Hugo leta 947 umrl, se je Berta vrnila v Burgundijo.
Med letoma 950 in 960 je Berta ustanovila samostan Payerne, kjer je bila tudi pokopana. V švicarski regiji Romandiji, predvsem v Vaudu, jo še danes častijo kot "dobro kraljico Berto", o njej pa so se razvili številni miti in legende.

## Otroci
Berta in Rudolf sta imela dva otroka:
- Adelajdo Italijansko, ki je bila kot žena Otona I. Velikega cesarica Svetega rimskega cesarstva,[2] in
- Konrada, ki je po očetovi smrti nasledil burgundski prestol.[1]

## Vira
- Reuter, Timothy; McKitterick, Rosamond, ur. (1999). »Appendix«. The New Cambridge Medieval History: Volume 3, c.900-c.1024. Cambridge University Press.
- Rumpf, Marianne (1977). Prevod: Hellenberg, Anthony; Tucker, Elizabeth. »The Legends of Bertha in Switzerland«. Journal of the Folklore Institute. 14 (3): 181–195. doi:10.2307/3814073. JSTOR 3814073.